# Cornățel (Sibiu)
Cornățel (deutsch Harbachsdorf, Härwesdorf oder Harrendorf, ungarisch Hortobágyfalva, såksesch Harwesterf) ist ein Dorf im Kreis Sibiu in der Region Siebenbürgen in Rumänien. Es ist Teil der Gemeinde Roșia (Rothberg).
Der Ort wurde 1306 erstmals urkundlich erwähnt und wurde von Siebenbürger Sachsen bis ins 16. Jahrhundert bewohnt.
Die 1910 eröffnete Bahnstation des Ortes war einst ein wichtiger Halt der „Wusch“, einer Schmalspurbahn. In Cornățel zweigte von der Strecke Hermannstadt nach Agnita (Agnetheln) eine Nebenlinie nach Vurpăr (Burgberg) ab. Während der Verkehr Richtung Vurpăr bereits in den 1990er Jahren eingestellt wurde, ruht der restliche Eisenbahnbetrieb seit 2001.
Gelegentlich werden an den Wochenenden „Dampftage“ angeboten.